# Paul Werner Hoppe
Paul Werner Hoppe, född 28 februari 1910 i Berlin, död den 15 juli 1974 i Bochum, var en tysk SS-Sturmbannführer. Han var kommendant i koncentrationslägret Stutthof från augusti 1942 till januari 1945. Under andra världskrigets sista månader var han kommendant i koncentrationslägret Wöbbelin. År 1957 dömdes Hoppe till 9 års fängelse av Landesgericht Bochum.